# Llac Dukan
El Dukan, o Dokan (en kurd, Deryaçey Dûkan) és un llac artificial situat al Kurdistan iraquià. Es troba a prop de la ciutat de Ranya i és un embassament del riu Zab Inferior originat per la construcció de la presa de Dukan. Aquesta presa es va construir entre 1954 i 1959 amb l'objectiu de proporcionar un emmagatzematge d'aigua tant per al reg com per a l'hidroelectricitat.

## Descripció

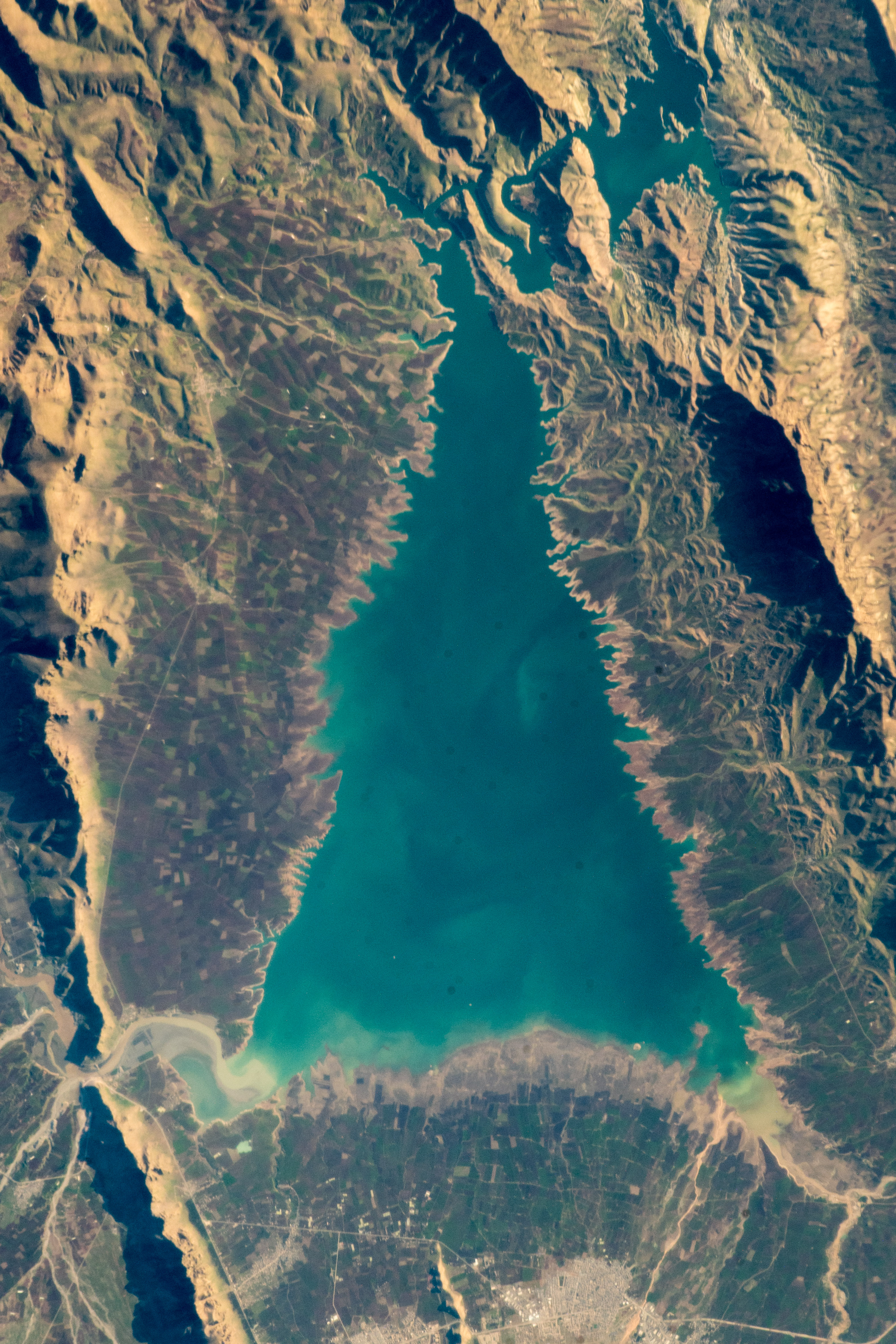
L'embassament de Dukan vist per satèl·lit.

La superfície del llac és de 270 km². En funcionament normal, la capacitat del dipòsit és de 6,8 km³ (1,6 m³), mentre que la seva capacitat màxima és de 8,3 270 km³ (2,0 m³). Amb aquesta capacitat, la seva superfície es troba a 515 metres sobre el nivell del mar. Per fer funcionar la central elèctrica, l'altitud de la superfície ha d'estar entre els 469 i els 511 metres. La conca hidrogràfica de la presa de Dukan té 11.700 km².
És la superfície d'aigua més gran de l'Iraq.

## Patrimoni arqueològic
Abans de la inundació probocada per la presa de Dukan, la zona es va sotmetre a recerques arqueològiques per a investigar i documentar el màxim nombre de jaciments possibles. Una prospecció arqueològica a la plana de Ranya va documentar al voltant de 40 jaciments amb evidències d'ocupació. Aquests jaciments tenien una cronologia que abarcava des del VI mil·lenni aC fins a l'actualitat. Es van poder excavar cinc d'aquests jaciments: Tell Bazmusian, ed-Dem, Kamarian, Qarashina i Tell Shemshara. Les excavacions de Tell Bazmusian van revelar un temple que datava del II mil·lenni aC. A Tell Shemshara, s'hi va excavar una aldea de principis del VI mil·lenni aC, així com també un palau de principis del II mil·lenni aC, que contenia un petit arxiu de tauletes d'argila. Els habitants d'uns 50 pobles de la zona que havia de ser inundada, al voltant de 1.000-1.200 famílies, van ser reassentats en una zona de l'oest del llac.